# Lewis Binford
Lewis Roberts Binford (født 21. november 1931, død 11. april 2011) var en amerikansk arkæolog, kendt som en af lederne af den processuelle bevægelse indenfor arkæologisk teori i 1950- og 60'erne. På denne tid fremsatte han en række teorier som dannede grundlaget for processualismen. Han og andre mente at der skulle lægges mere vægt på brug af videnskabelige metoder såvel som den hypotetisk-deduktive metode indenfor arkæologien. Binford lagde vægt på at generalisere og forskede i, hvordan mennesker handler indenfor en økologisk niche. Denne bevægelse kan ses som en reaktion på den foregående kulturhistoriske arkæologi. Noget af Binfords tidligere arbejde blev gjort i samarbejde med hans daværende hustru Sally Binford. Deres mest kendte samarbejde sammen var den indflydelserige antologi New Perspectives In Archaeology fra 1968. Binford holdt i 2009 en forelæsning ved Truman State University, Kirksville, Missouri.

## Publikationer
- Constructing frames of reference:an analytical method for archaeological theory building using hunter-gatherer and environmental data sets Berkeley: University of California Press, (2001) ISBN 0-520-22393-4
- Debating Archaeology San Diego: Academic Press, (1989) ISBN 0-12-100045-1
- Faunal Remains from Klasies River Mouth (1984) ISBN 0-12-100070-2
- In Pursuit of the Past: Decoding the Archaeological Record (1983) ISBN 0-520-23339-5
- Bones, Ancient Men and Modern Myths (1981) ISBN 0-12-100035-4
- Nunamiut Ethnoarchaeology (1978) ISBN 0-12-100040-0
- An archaeological perspective New York: Seminar Press, (1972) ISBN 0-12-807750-6
- New Perspectives in Archaeology (1968) ISBN 0-202-33022-2
- Archaeology as Anthropology (1962)